# The 20/20 Experience (2 of 2)
The 20/20 Experience (2 of 2) es el cuarto álbum de estudio del cantante estadounidense Justin Timberlake, que fue lanzado el 27 de septiembre de 2013 por el sello RCA Records. Es la secuela del álbum The 20/20 Experience, publicado el 19 de marzo del mismo año. Coincidiendo con el lanzamiento de The 20/20 Experience (2 of 2), el álbum fue empaquetado junto a The 20/20 Experience para ser comercializados como un álbum compilatorio titulado The 20/20 Experience: The Complete Experience.

## Antecedentes
El 19 de marzo de 2013, después de una pausa musical de seis años, Justin Timberlake lanzó The 20/20 Experience. Con tres sencillos, dos giras promocionales y una intensa campaña publicitaria, el álbum cosechó críticas favorables y ventas masivas que lo llevaron a convertirse en el primer disco que registra más de dos millones de copias en lo que va del 2013.
Durante la fiesta de lanzamiento de The 20/20 Experience, llevada a cabo el 18 de marzo de 2013 en el teatro El Rey, en Los Ángeles, Timberlake anunció la segunda parte del disco. A pesar de que no dio más detalles, el baterista de la banda Roots, Questlove, aseguró en el foro cibernético Okayplayer que el nuevo álbum saldría a la venta en noviembre de 2013 y contendría diez nuevas canciones. Uno de los productores de The 20/20 Experience, Jerome «J-Roc» Harmon, confirmó a la revista Billboard que se encontraba trabajando con Timberlake en la secuela del disco, el cual contendría canciones nuevas y otras que fueron descartadas del primero. Timberlake, por su parte, aclaró que este álbum contaría con once canciones debido a la gran cantidad de material que grabó durante el proceso de producción.

## Promoción
El 5 de mayo de 2013, Timberlake publicó una fotografía en la red social Instagram en la que dio a conocer la fecha de lanzamiento de The 20/20 Experience (2 of 2): el 27 de septiembre de 2013. Posteriormente, el 10 de julio de 2013 y coincidiendo con el inicio de la gira Legends of the Summer en Irlanda, Timberlake grabó un video de cincuenta segundos en el que anunciaba el nombre del primer sencillo del disco, «Take Back the Night», el que fue lanzado como descarga digital dos días después. Tal como en anterior álbum de Timberlake, la cadena de tiendas Target comercializará de manera exclusiva la versión deluxe de The 20/20 Experience (2 of 2), que incluye las dos canciones extra «Blindness» y «Electric Lady».
El 25 de agosto de 2013, el mismo día en que Timberlake interpretó «Take Back the Night» en los premios MTV Video Music Awards, el cantante escribió una carta a sus seguidores para recordarles el próximo lanzamiento de The 20/20 Experience (2 of 2) y también publicó un video mostrando parte de la producción del álbum. Dos días después, Timberlake concedió una entrevista a la radio Hot 97, donde confirmó que en la canción «Cabaret» colaboró el rapero Drake y en «Murder» participó Jay-Z. Posteriormente, el 28 de agosto, Timberlake convocó a sus seguidores a través de las redes sociales para asistir a un breve e íntimo show en el recientemente clausurado restaurante Maxwell's de Nueva Jersey. Al día siguiente, los primeros ciento cincuenta fanáticos pudieron ingresar y presenciar lo que resultó ser la grabación de un comercial para Target. Tal como The 20/20 Experience, este álbum estuvo disponible en la página web de iTunes para ser escuchado gratuitamente vía streaming durante una semana antes de su lanzamiento.

## Lista de canciones
La lista de canciones fue divulgada el 14 de agosto de 2013.
| The 20/20 Experience (2 of 2) |                                    |                                                                            |          |  |
| N.º                           | Título                             | Escritor(es)                                                               | Duración |  |
| 1.                            | «Gimme What I Don't Know (I Want)» | Justin Timberlake, Timothy Mosley, Jerome «J-Roc» Harmon, James Fauntleroy | 5:17     |  |
| 2.                            | «True Blood»                       | Timberlake, Mosley, Harmon                                                 | 9:31     |  |
| 3.                            | «Cabaret» (con Drake)              | Timberlake, Mosley, Aubrey Graham, Harmon, Fauntleroy, Daniel Jones        | 4:33     |  |
| 4.                            | «TKO»                              | Timberlake, Mosley, Harmon, Fauntleroy, Barry White                        | 7:05     |  |
| 5.                            | «Take Back the Night»              | Timberlake, Mosley, Harmon, Fauntleroy                                     | 5:55     |  |
| 6.                            | «Murder» (con Jay-Z)               | Timberlake, Mosley, Shawn Carter, Harmon, Fauntleroy                       | 5:08     |  |
| 7.                            | «Drink You Away»                   | Timberlake, Mosley, Harmon, Fauntleroy                                     | 5:33     |  |
| 8.                            | «You Got It On»                    | Timberlake, Mosley, Harmon, Fauntleroy                                     | 5:54     |  |
| 9.                            | «Amnesia»                          | Timberlake, Mosley, Harmon, Fauntleroy, Jones                              | 7:06     |  |
| 10.                           | «Only When I Walk Away»            | Timberlake, Mosley, Harmon, Fauntleroy, Amedeo Minghi                      | 7:07     |  |
| 11.                           | «Not a Bad Thing»                  | Timberlake, Mosley, Harmon, Fauntleroy                                     | 11:31    |  |
| 12.                           | «Pair of Wings» (pista oculta)     | Timberlake                                                                 | 6:00     |  |
| 74:25                         |                                    |                                                                            |          |  |

| The 20/20 Experience (2 of 2) — Edición de lujo |                 |                                        |          |  |
| N.º                                             | Título          | Escritor(es)                           | Duración |  |
| 13.                                             | «Blindness»     | Timberlake, Robin Tadross, Fauntleroy  | 4:51     |  |
| 14.                                             | «Electric Lady» | Timberlake, Mosley, Harmon, Fauntleroy | 4:23     |  |
| 83:36                                           |                 |                                        |          |  |

## Rendimiento comercial
El álbum debutó en el primer lugar de la lista de éxitos Billboard 200 al registrar 350 000 copias vendidas en su primera semana en el mercado estadounidense. En el Reino Unido debutó en el segundo lugar de la lista Official Charts Company después de Days Are Gone del grupo Haim. En junio de 2014, el álbum registró más de 1 000 000 de copias vendidas solo en los Estados Unidos.

## Recepción de la crítica

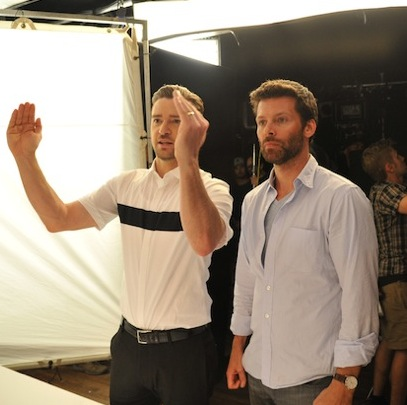
Timberlake junto al director Marc Klasfeld (a la derecha) durante la grabación de un comercial para Target Corporation, tienda que comercializó la versión de lujo de The 20/20 Experience y su secuela.

The 20/20 Experience (2 of 2) recibió críticas mixtas de los especialistas en música. En el sitio web Metacritic, el cual asigna un puntaje máximo de cien, el álbum obtuvo sesenta sobre la base de veintisiete reseñas profesionales, lo que significa «opiniones mixtas».
Greg Kot, del Chicago Tribune, le otorgó al disco 2,5 estrellas de un máximo de 4 y añadió: «La ambición artística es maravillosa, pero también lo es la habilidad de la autoedición, y es escasa. Hay solo un álbum de ágil música pop metido entre los dos sujetalibros "20/20 Experience", pero a los oyentes les tomará algo de trabajo encontrarlo». Kyle Anderson, de Entertainment Weekly, calificó al álbum con una B, diciendo: «Las canciones son demasiado largas y hay una alarmante y autoindulgente carencia de enfoque, especialmente en la desacertada "Only When I Walk Away"». Stephen Carlick, de Exclaim!, le dio al disco un seis de un máximo de diez, opinando: «The 20/20 Experience (2 of 2) incluye algunas gemas pop, pero como álbum, palidece en comparación con su hermano mayor». Ryan Dombal, Pitchfork Media, otorgó 4,5 estrellas de 10, diciendo: «"Con The 20/20 Experience", Timberlake le pidió a su público que aceptara un retorcido álbum de canciones de amor que estaba fuera del paso de los forrajes pop de hoy. No importa la cantidad de lazos promocionales implicados —y fueron muchos—, fue una riesgosa maniobra y dio resultados virtualmente en todos los niveles. Con 2 of 2, él es un hombre felizmente casado pidiéndonos tener un álbum de feas líneas y falsa angustia, todo sobre una infinita cama de producción recalentada. Es un puente demasiado lejano». Jason King, de la revista Spin, calificó el álbum con un 6 y añadió: «En "The 20/20 Experience (2 of 2)" no encontrará un zapateado agresivo y exótico como "Let the Groove Get In" de su predecesor; tampoco hallará una brillante dramón como "Mirrors" o un quemador mid-tempo que le haga sacudir sus hombros tan vibrantemente como "Pusher Love Girl". El resultado final es decepcionante, pero solo ligeramente, en el mismo sentido en que virtualmente todas las segundas partes decepcionan». Al Horner, de New Musical Express, se refirió al disco como «piezas de la sala de montaje improvisadas baratamente» y criticó sus pistas más largas diciendo: «Se prolonga como una saga de rehenes».

## Certificaciones
| País   | Organismo certificador | Certificación    | Ventas certificadas | Ref.   |
| ------ | ---------------------- | ---------------- | ------------------- | ------ |
| México | AMPROFON               | 3× Platino + Oro | 210.000             | [ 35 ] |